# Sebastian Lang
Sebastian Lang (Sonneberg, Alemania, 15 de septiembre de 1979) es un ciclista alemán que fue profesional desde 2002 hasta 2011.

## Biografía
Lang debutó en 2002 con el equipo Gerolsteiner. En 2006 se proclamó campeón de Alemania en contrarreloj. 
En el Tour de Francia 2008 portó el maillot de la montaña durante tres etapas, y fue designado el ciclista más combativo en la novena etapa. En octubre, al conocerse que su compañero de equipo y compatriota Stefan Schumacher había dado positivo por CERA durante la Grande Boucle, Lang dijo que él tenía sus sospechas desde que en el Tour, al conocerse que se había desarrollado una nueva técnica que permitía la detección de esa sustancia dopante que se creía indetectable, Schumacher fuera el único de los integrantes del Gerolsteiner en no celebrar la noticia en el autobús del equipo. Lang relató asimismo que los miembros del equipo, así como los directores, hablaron del tema y preguntaron directamente a Schumacher si debían temer algo, a lo que este respondió que no, que todo estaba correcto. Lang expresó su satisfacción porque Schumacher, que les había mentido a la cara, había sido pillado, ya que considera que los tramposos deben ser detectados y sancionados.
Tras la desaparición del Gerolsteiner (ya anunciada anteriormente), Lang fichó para 2009 por el equipo belga Silence-Lotto, también de categoría ProTour.

## Palmarés
2000(como amateur)
- 3.º en el Campeonato de Alemania Contrarreloj

2002
- 2 etapas de la Vuelta a Renania-Palatinado

2003
- Vuelta a Navarra
- 1 etapa de la Vuelta a Rodas
- Vuelta a Dinamarca
- 3.º en el Campeonato de Alemania Contrarreloj
- Karlsruher Versicherungs G. P. (haciendo pareja con Michael Rich)

2004
- 2.º en el Campeonato de Alemania Contrarreloj
- Tour de Hesse, más 1 etapa

2005
- 2.º en el Campeonato de Alemania Contrarreloj
- 1 etapa del Tour de Hesse

2006
- Campeonato de Alemania Contrarreloj
- Drei-Länder-Tour, más 1 etapa
- Luk Challenge (haciendo pareja con Markus Fothen)

## Resultados en Grandes Vueltas y Campeonatos del Mundo
| Carrera              | Carrera              | 2002 | 2003 | 2004 | 2005 | 2006 | 2007 | 2008 | 2009 | 2010 | 2011  |
| -------------------- | -------------------- | ---- | ---- | ---- | ---- | ---- | ---- | ---- | ---- | ---- | ----- |
|                      | Giro de Italia       | —    | —    | —    | —    | —    | —    | —    | —    | 71.º | 56.º  |
|                      | Tour de Francia      | —    | —    | 78.º | 65.º | 65.º | —    | 73.º | 76.º | 80.º | 113.º |
|                      | Vuelta a España      | —    | —    | —    | —    | —    | —    | 79.º | —    | —    | 77.º  |
| Mundial en Ruta      | Mundial en Ruta      | Ab.  | Ab.  | Ab.  | Ab.  | —    | —    | Ab.  | —    | —    | —     |
| Mundial Contrarreloj | Mundial Contrarreloj | —    | —    | —    | 8.º  | 5.º  | 5.º  | —    | 20.º | —    | —     |

—: no participa

Ab.: abandono